# 1-氯-1,1-二氟乙烷
1-氯-1,1-二氟乙烷（1-Chloro-1,1-difluoroethane）也稱為HCFC-142b或Freon-142b，是氫氟氯碳化合物，化學式是CH3CClF2，1-氯-1,1-二氟乙烷主要是用作制冷剂。
空氣中大部份的氫氟氯碳化合物濃度都和產業界記錄的排放量相近。唯一例外的是1-氯-1,1-二氟乙烷，其濃度比理論值要高很多蒙特利尔议定书呼籲停止生產氟氯碳化合物（CFC）及氫氟氯碳化合物（HCFC）以減緩臭氧层的破壞。

## 用途
HCFC-142b是製造塑膠時的發泡劑，可做為冷媒，也是製造聚偏二氟乙烯（PVDF）的原料。HCFC-142b最早是用來取代蒙特利尔议定书一開始禁止的氟氯碳化合物（CFC），但後來也因為氫氟氯碳化合物（HCFC）對臭氧層的破壞而禁用氫氟氯碳化合物。美國環境保護署指出，現在氟氯碳化合物（CFC）及氫氟氯碳化合物（HCFC）只能用在氫氟氯碳化合物（HCFC）的轉換過程中，或是會使摧毀HCFC化合物的製程中，例如用HCFC-142b做為生產PVDF的原料。這些物質也可以用在2010年1月1日以前生產的設備中。這些法規的重點是淘汰HCFC化合物的方式和淘汰CFC化合物的方式相同。根據蒙特利尔议定书，若不是第5條締約方的國家（例如美國），要在2020年1月1日起停產這類化合物。

## 生產歷史
依照替代碳氟化合物環境可接受性研究（AFEAS），2006年全世界HCFC-142b的產量（不計算沒有申請產量的印度及中國）為33,779公噸，產量在2006年至2007年增加了34%。